# Храм Покрова Пресвятой Богородицы Царицы Святого Розария (Томск)
Храм Покрова Пресвятой Богородицы Царицы Святого Розария (Польский костёл) — католический храм в Томске. Административно относится к Преображенской епархии (с центром в Новосибирске), возглавляемой епископом Иосифом Вертом. Расположен по адресу: ул. Бакунина, д. 4.
В храме прислуживают сёстры Ордена миссионерок Божественной любви (орден матери Терезы).

## История
Первые католики появились в Томске ещё в XVII веке («литва служилая»), католическое население стало пополняться за счёт ссыльных после наполеоновских войн, после подавления польских восстаний 1830 и 1863 года. В связи с этим, жители Томска иногда называют католический храм города «Польским костёлом». Инициатором постройки явился сосланный в Томск французский подданный граф Александр Машинский. Участок под постройку костёла на Воскресенской горе выхлопотал викарий Ремигий Апонасевич (куратор Томского прихода с 1825 года).
Храм бы построен в 1833 году по проекту архитектора К. Г. Турского и освящён 1 октября 1833 года. Томская церковь стала первым католическим храмом Западной Сибири. В 1856 году была построена кирпичная звонница с тремя колоколами по проекту Гавриила Батенькова.
В 1862 году в храме был установлен орган.
Интересно, что вплоть до 1917 года храм носил два названия. Для «внутреннего пользования» католики использовали имя «Храм Богородицы Царицы Розария», однако, поскольку молитва розария и праздник Девы Марии — Царицы Розария отсутствуют в православной традиции, для облегчения взаимодействия с чиновниками использовалось другое название — «Храм Покрова Богородицы». Эти два имени используются по отношению к храму до сих пор.

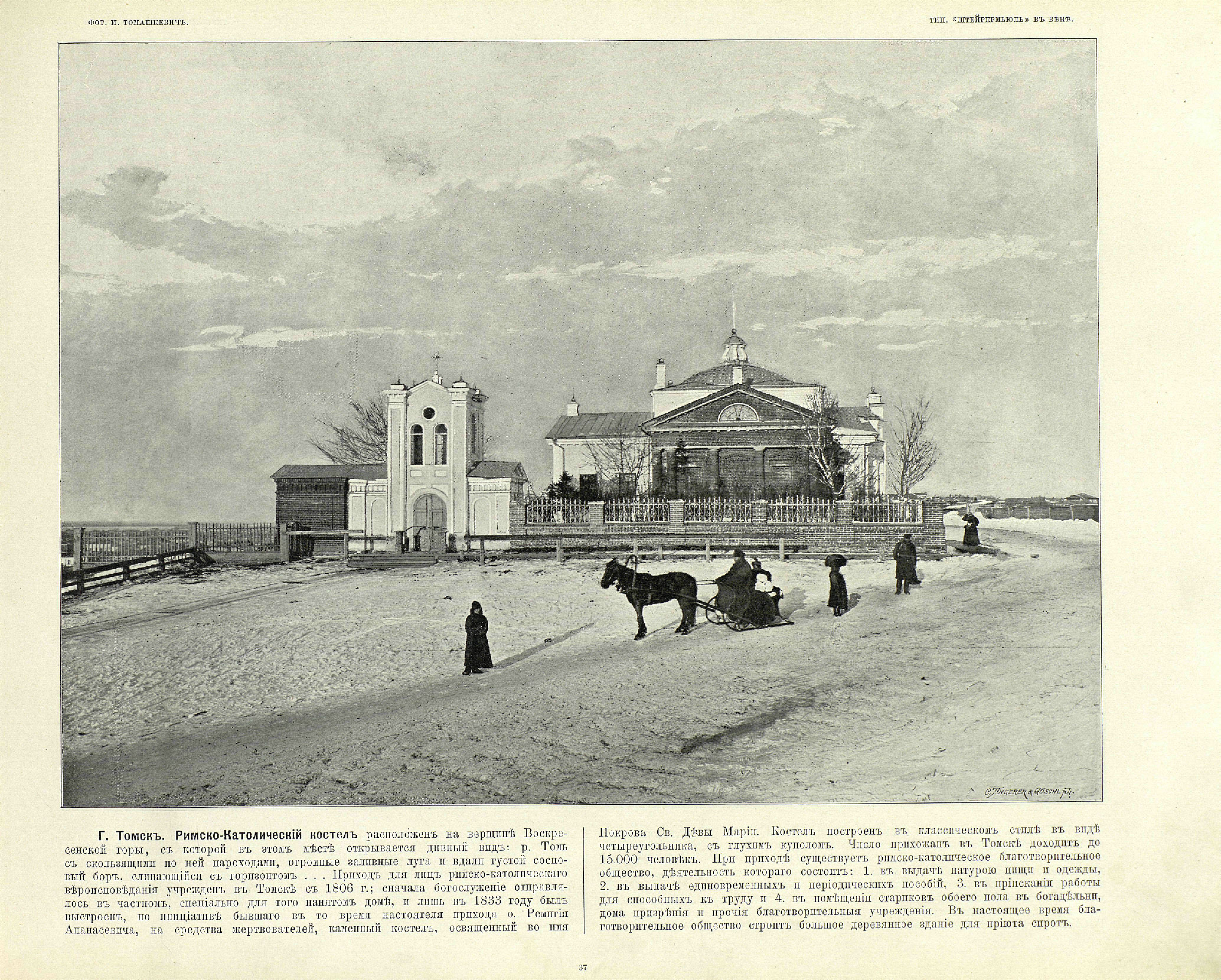
Римско-католический костёл в 1899 году

К началу XX века томский приход стал одним из самых больших в Сибири, число прихожан превышало 15 тысяч, национальный состав прихожан также сильно интернационализировался. В 1902 году в церкви был смонтирован новый орган.
После революции храм некоторое время функционировал, однако в 1938 году был закрыт и «передан на нужды народной пользы». Церковная утварь, восемь икон, архивные документы и орган бесследно исчезли. В дальнейшем в здании размещались конюшня НКВД и склад планерного клуба. После длительной реставрации в 1979 году в здании разместился городской планетарий. К счастью, в отличие от многих католических храмов России, томский храм хотя и использовался не по назначению, но не был серьёзным образом перестроен.
Восстановление нормальной деятельности Католической церкви в России началось в начале 90-х годов XX века. Храм был передан католическому приходу в 1990 году, а 6 октября 1991 года состоялось торжественное освящение вновь открытого храма.
Католической общине при храме принадлежит ещё три здания: два корпуса католической гимназии и приходской дом, в котором до 2016 располагался приют сестёр матери Терезы для помощи людям с алкогольной зависимостью. Гимназия, существующая с 1993 года, является единственным в России учреждением среднего (полного) общего образования при католическом приходе.

## Архитектура и внутреннее убранство
Архитектура храма выдержана в стилистике позднего венецианского классицизма XVII—XVIII веков. Изначально здание представляло собой в плане прямоугольник, однако после перестройки в 80-х годах XIX века с двух сторон к нему были присоединены новые помещения, изменившие форму здания на крестообразную. Такой томская приходская церковь остается до сих пор.
Амвон и алтарь искусной деревянной резьбы были вручную изготовлены специально для храма Владимиром Захаровым.